# Vantiva
Vantiva, voorheen Technicolor en daarvoor Thomson, is een Frans elektronica- en mediaconcern. Vantiva is genoteerd aan de Euronext Parijs. Het bedrijf is gevestigd in Issy-les-Moulineaux, bij Parijs.

## Geschiedenis
Het huidige concern is het resultaat van een groot aantal fusies en overnames. De originele tak is het zusterbedrijf van het Amerikaanse General Electric, dat in 1892 in Amerika ontstond als resultaat van de fusie tussen de Thomson-Houston Electric Company en de Edison General Electric Company. (Thomson-Houston werd in 1879 in Amerika opgericht door Elihu Thomson en Edwin Houston.) Het Franse bedrijf werd in 1893 de Compagnie Française Thomson-Houston (CFTH).
In 1966 fuseerde CFTH met Hotchkiss-Brandt om Thomson-Houston-Hotchkiss-Brandt te vormen (later hernoemd tot Thomson-Brandt). In 1968 fuseerde Thomson-Brandt met Compagnie Générale de Télégraphie Sans Fil (CSF) tot Thomson-CSF (het latere Thales Groep). Thomson-Brandt behield een aandeel van ongeveer 40% in dit bedrijf.
In 1982 werd Thomson-Brandt genationaliseerd. In 1987 nam Thomson RCA en de consumentenafdeling GE Consumer Electronics over van GE. Het karakter van Thomson veranderde door het aanbieden van niet alleen elektronica, maar ook media (door de overname van onder andere RCA). Dat kwam tot uitdrukking in een nieuwe naam Thomson-multimedia in 1995. In 1999 werd Thomson, zonder de defensietak, weer geprivatiseerd.
In 2000 kocht Thomson Multimedia het beroemde Technicolor. In de tweede helft van 2006 kocht Thomson het Nederlandse NOB Cross media facilities (voorheen Nederlands Omroepproduktie Bedrijf).
In 2004 zette Thomson met het Chinese bedrijf TCL een joint venture op. TTE, de joint venture, nam de productie over van RCA en Thomson televisies en dvd-producten. Thomson bleef de eigenaar van de merknaam, maar TCL kreeg een licentie om deze te gebruiken.
In 2007 maakte Technicolor de eerste commerciële HD dvd disc, later dat jaar gevolgd door Blu-ray, Blu-ray 3D in 2010 en UHD Blu-ray in 2016.
In 2009 werd de bedrijfsnaam gewijzigd in Technicolor.
In 2015 nam Technicolor de compactdiscproductie en -distributie-activiteiten over van Cinram Group. Na de overname bleven Technicolor en Sony Digital Audio Disc als enige over die schijven voor de Hollywood-filmstudio's maken. Later dat jaar nam het van Cisco Systems het bedrijfsonderdeel over voor settopboxen. In 2017 volgde de koop van de vergelijkbare activiteiten van Pioneer and LG Electronics.
In 2022 besluit het bedrijf Technicolor Creative Studios (TCS) af te splitsen. Na de splitsing houdt Technicolor nog 35% van de aandelen in TCS. De overgebleven activiteiten gaan verder door als Vantiva. In 2022 realiseerde het bedrijf een winst, maar exclusief de boekwinst op de afsplitsing van TCS resteerde een verlies van € 529 miljoen.